# Phlomis aurea
Phlomis aurea Decne. – gatunek krzewu z rodziny jasnotowatych. Występuje endemicznie w Egipcie w górach muhafazy Synaj Południowy.

## Morfologia
PokrójKrzew dorastający do 60–90 cm wysokości i 90–120 cm szerokości.
KwiatyMają złotożółtą barwę. Kwitnie od późnej wiosny do wczesnej jesieni.

## Biologia i ekologia
Bylina. Naturalnymi stanowiskami są kamieniste uedy. Gatunek dość odporny na suszę. Rośnie od 7 do 11 strefy mrozoodporności. Lubi stanowiska na pełnym nasłonecznieniu. Preferuje gleby od odczynu obojętnego do alkalicznych (6,6–8,5 pH).
Roślina jest atrakcyjna dla pszczół, motyli oraz ptaków.

## Zastosowanie
Ma zastosowanie komercyjne jako roślina ozdobna.